# Governació d'Al-Minya
La governació d'Al-Minya o Al-Minia (àrab: محافظة المنيا, muḥāfaẓat al-Minyā) és una governació o muhàfadha d'Egipte que rep el nom de la ciutat capital, Al-Minyā, que en llengua copta vol dir «la residència», referida a un monestir que hi havia antigament prop de la ciutat. Avui en dia, encara molts coptes viuen a la governació, especialment a Mallawi, i hi ha diversos monestirs. La governació té més de quatre milions d'habitants i es divideix en 9 ciutats, 3.375 pobles i 10.875 llogarets. La superfície és de 2.262 km². L'any 2008 va perdre administrativament part del seu territori en crear-se la nova governació del 6 d'Octubre. Les 9 ciutats són: Al-Edwa, Maghagha, Bani Mazar, Matai, Samallout, Al-Minya, Abu Quorqas, Mallawi i Dayr Muas.